# Щеврик ангольський
Щеврик ангольський (Anthus nyassae) — вид горобцеподібних птахів родини плискових (Motacillidae).

## Поширення
Вид поширений в Африці від південно-східного Габону на схід до південної та західної Танзанії та на південь аж до північно-східної Намібії, північної Ботсвани, Зімбабве та північного заходу Мозамбіку. Мешкає в лісах міомбо.

## Опис
Його довжина становить 16-18 см. Черевна частина світло-коричневого кольору з темними плямами, а спина коричнева. Має темну смужку на очах, білу надбрівну смужку та світле зовнішнє пір'я хвоста.